# المقادمة (إب)
المقادمه هي إحدى قرى الجمهورية اليمنية. تتبع جغرافيا لمحافظة إب وإداريًا لمديرية جبله. يبلغ تعداد سكانها 1547 نسمة حسب الإحصاء الذي أجري عام 2004.